# Эншлен, Шарль
Шарль Эншлен (фр. Charles Hainchelin; 2 августа 1901 — 26 августа 1944) — французский историк-марксист, член Французской Компартии, участник движения Сопротивления, публицист.

## Биография
Шарль Эншлен родился в 1901 году в Реймсе в семье учителя. В годы Первой мировой войны отец был смертельно ранен под Верденом, зажигательная бомба уничтожила имущество семьи; оставленная без присмотра, сгорела маленькая сестра Шарля. Здоровье мальчика было подорвано всеми этими горестными событиями. Шестнадцати лет от роду он поступил в Нормальную школу департамента Марны, готовившую учителей для начальных школ. Из школы Эншлен вынес горячий интерес не только к истории, но и к политике. Сильнейшее впечатление произвели на Эншлена вести об Октябрьской революции и о создании в 1919 году в Москве III Интернационала. Через несколько месяцев, одним из первых, Шарль Эншлен вступил в ряды только что возникшей Французской коммунистической партии. На одной областной партийной конференции в Лилле Эншлен встретился с молодым рудокопом, будущим вождём ФКП — Морисом Торезом.
Получив в 1926 году ученую степень лиценциата исторических наук, Эншлен был назначен преподавателем средней школы в Нанси. Еще в 1926 году Эншлен за полгода самостоятельно научился бегло читать по-русски, чтобы в оригинале изучать труды Ленина и Сталина, чтобы иметь возможность следить за печатью страны строящегося социализма. Находясь вдали от Парижа, молодой учитель собрал прекрасную библиотеку марксистской литературы из книг, выходивших не только во Франции, но и в СССР, а также в Германии. Уже в 1921 году Эншлен сотрудничал в ряде прогрессивных французских журналов, в том числе и в журнале группы Анри Барбюса «Кларте» (Clarte). После 1930 года он опубликовал ряд статей в журналах «Борьба» (La Lutte), «Мысль» (La Pensee), «Интернационал просвещения» (L’Internationale de ГЕпseignement) и др. Чтобы не потерять педагогическую работу, Шарль Эншлен вынужден был выступать в печати под разными псевдонимами. Это особенно относится к его книгам.
В 1935 году под псевдонимом Люсьена Анри вышел первый значительный труд Эншлена — «Происхождение религии». Под этим же псевдонимом в 1936 году вышел составленный им сборник статей К. Маркса и Ф. Энгельса о религии. Свои книги историко-публицистического характера — «Япония против мира» и «Кобленц» — Эншлен выпустил под псевдонимом Г. Шассаня. Под собственной фамилией Ш. Эншлена вышли две его книги: «Франтиреры в истории Франции» (1945 г.) и второе издание «Происхождения религии» (1950 г.).
Научно-литературная деятельность Эншлена была прервана вторжением гитлеровцев во Францию. Пробыв несколько месяцев в армии, Эншлен после занятия гитлеровцами Парижа и капитуляции правительства Франции продолжал борьбу с оккупантами в рядах движения Сопротивления.
В декабре 1940 года Шарль Эншлен и его жена Марта были направлены на преподавательскую работу в Тьер. Эншлен стал преподавателем истории и географии в профессиональной национальной школе этого маленького городка. В августе 1944 года Эншлен руководил отрядом партизан, освобождавших городок Тьер от немецких оккупантов. Он был убит петэновскими полицейскими в тот момент, когда после того, как гитлеровцы вывесили белый флаг, вышел в качестве парламентера из занятой партизанами мэрии.

## Сочинения
- Происхождение религии = Les origines de la religion. / Пер. с фр. и примеч. Б. И. Шаревской. Ред. и вступ. статья [с. III—XXIV] проф. В. К. Никольского. — М. : Издательство иностранной литературы, 1954. — XXIV, 294 с.